# Ałałampi (przystanek kolejowy)
Ałałampi (ros. Алалампи, krl. i fiń. Alalampi) – przystanek kolejowy w miejscowości Ałałampi, w rejonie sortawalskim, w Karelii, w Rosji. Położony jest na linii Chijtoła – Suojarwi.
Stacja kolejowa powstała w okresie międzywojennym, gdy tereny te należały do Finlandii. W późniejszym okresie przebudowana do przystanku.

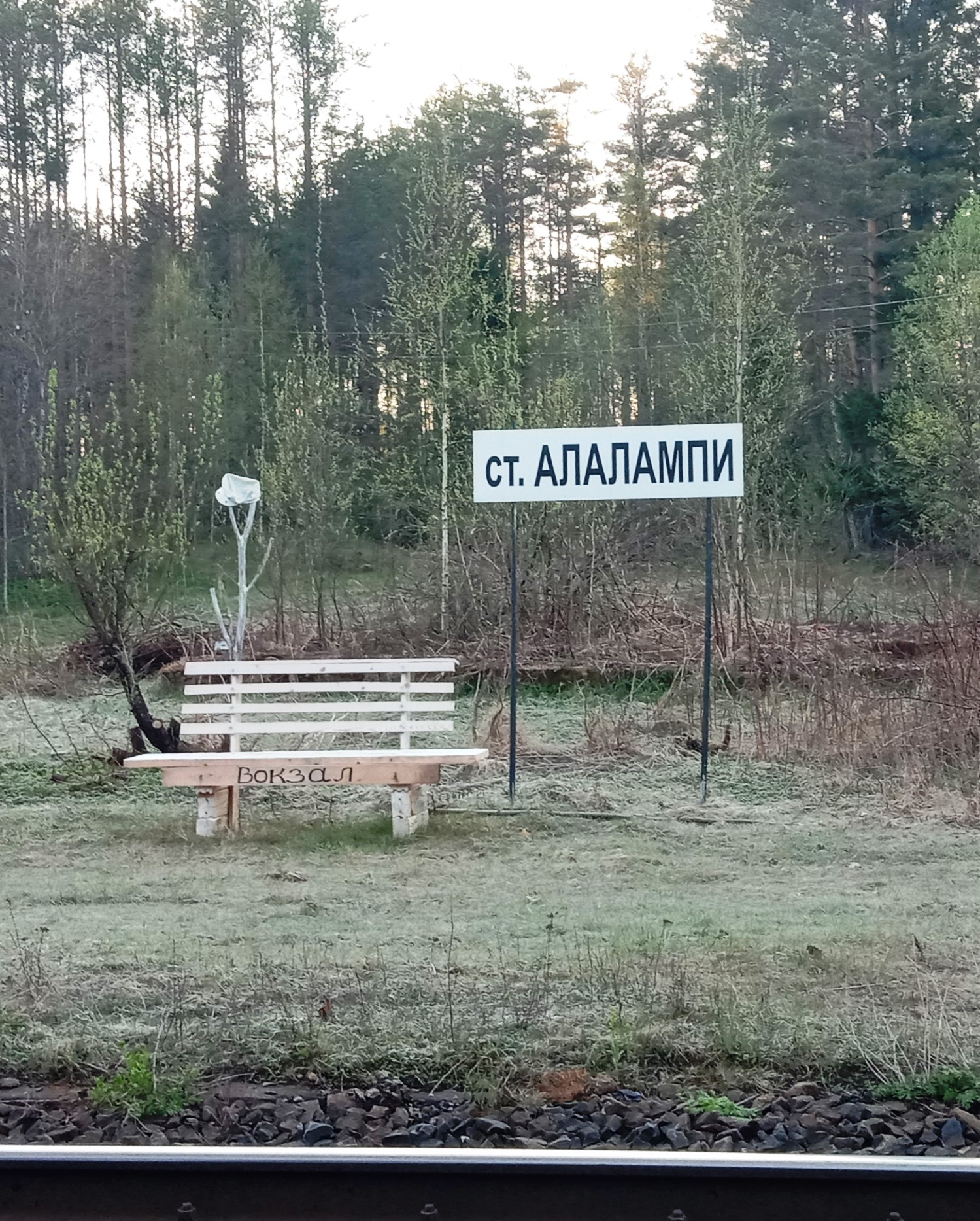
infrastruktura przystanku